# Salamis lambertoni
Salamis lambertoni är en fjärilsart som beskrevs av Charles Oberthür 1923. Salamis lambertoni ingår i släktet Salamis och familjen praktfjärilar. Inga underarter finns listade i Catalogue of Life.